# Rodrigo Areias
Rodrigo Areias (* 1978) és un director de cinema i productor de cinema portuguès.

## Vida
Va assistir a l'Escola Superior de Belas Artes de la Universitat de Porto, abans de completar una especialització de direcció a Nova York. Com a músic aficionat, els seus vincles amb la música són forts. Va gravar repetidament vídeoclips per a diversos artistes, inclosos WrayGunn, Rita Redshoes i The Legendary Tigerman, que va i va gravar la Banda sonora de la seva pel·lícula Tebas.
El curtmetratge d'Areias Corrente va guanyar una sèrie de premis a Portugal i Brasil, entre ells el Premi del Públic i el Premi a la Millor Pel·lícula al festival de curtmetratge Curtas Vila do Conde. El seu idiosincràtic "western portuguès" Estrada de Palha (2012) fou estrenada al 47è Festival Internacional de Cinema de Karlovy Vary i va ser nominada a la millor pel·lícula al festival de cinema Caminhos do Cinema Português. La pel·lícula va rebre certa atenció. Va ser presentat en una gira per diverses institucions culturals de Portugal, acompanyat en directe per Rita Redshoes i The Legendary Tigerman, també a la seva estrena al festival de cinema Curtas-Vila-do-Conde.
El 2019 va estrenar Surdina, que va guanyar els premis a la millor pel·lícula, millor fotografia i millor banda sonora al Festival Internacional de Cinema de Girona. La seva següent pel·lícula, Vencidos da vida, va participar en la XXXVI edició de la Mostra de València. El 2024 va estrenar 	O pior homem de Londres.

## Filmografia (selecció)
- 2003: Tempo Suspenso/Explosão Introspectiva (curtmetratge, també productor i guió)
- 2007: D.Afonso Henriques (TV)
- 2007: Tebas (també productor i guionista)
- 2008: Corrente (curtmetratge, també productor i guió)
- 2012: Estrada de Palha (també productor i guionista)
- 2019: Surdina
- 2021: Vencidos da vida
- 2024: O Pior Homem de Londres